# 婉仪
婉仪是中國後宮嬪御等級之一，始見於中國南北朝。
北魏置婉仪。唐朝初年不置。唐玄宗开元年间，婉仪为六仪之一，位顺仪之下，芳仪之上，员一人，正二品。北宋初年也不置顺容，宋真宗大中祥符六年（1013年）置为内命妇之一，属“嫔”，在顺容之下，为正二品内命妇。章懿李皇后、章惠皇后都曾经担任婉仪。